# MTV Shows
MTV Shows era un canal de televisión de entretenimiento de la familia MTV en el Reino Unido y la República de Irlanda. El canal fue lanzado el 8 de noviembre de 2007 en las plataformas digitales Sky y Virgin Media  y más tarde en UPC Irlanda el 15 de octubre de 2009 como MTV R. La R, es a menudo escrita como "Ⓡ".
El 1 de marzo de 2010, MTV R fue renombrado como MTV Shows. MTV Shows fue removido de Virgin Media el 28 de agosto de 2010, junto con MTV +1 y MTV Classic, esto hizo espacio para Comedy Central HD.
MTV Shows cerró el 1 de febrero de 2011, para dar paso a MTV Music, mientras que MTV fue reposicionado como un canal de entretenimiento.

## Programación
- El Mundo Real
- Everybody Hates Chris
- Pimp My Ride
- Next
- Sanchez Get High
- 16 & Pregnant
- Ride With Funkmaster Flex
- Control Parental
- Date My Mom
- El show de los 70's
- My Own
- Jackass
- Wildboyz
- Mr Meaty
- Viva La Bam
- Punk'd
- My Super Sweet 16
- MADE
- Scarred
- Celebrity Deathmatch
- Dirty Sanchez
- MTV Cribs
- Hogan Knows Best
- Brooke Knows Best
- South Park
- Rob & Big
- Life Of Ryan
- Fur Tv
- I Love New York
- Laguna Beach
- Run's House
- The Hills
- Nitro Circus
- De Pelo en Pecho
- Madre Adolescente
- Awkward